# Petrus Van Schuylenbergh
Petrus Van Schuylenbergh, alias Pieter, né le 3 mars 1872 à Alost et y décédé le 13 février 1963  est homme politique belge flamand, membre du parti catholique.
Il fut imprimeur-lettreur ; il apprit le métier auprès de l'imprimeur Pieter Daens à Alost. Il fut également artiste : poète, comédien, auteur de pièces, peintre et dessinateur.

Il s'engagea comme cofondateur du Christene Volkspartij (1893) aux côtés d'Adolf Daens, secrétaire de l' Algemeen-Nederlands Verbond (1906), président du Mouvement ouvrier chrétien local (1921-48) et travailla à la Commission de l'Assistance Publique locale (1926-32). 

Il édita et imprima divers journaux. Il fut élu député (1919-1946).

## Sources
- Bio sur ODIS